# Eois margarita
Eois margarita är en fjärilsart som beskrevs av Paul Dognin 1910. Eois margarita ingår i släktet Eois och familjen mätare. Inga underarter finns listade i Catalogue of Life.